# Štampe
Štampe je priimek več znanih Slovencev:
- Bina Štampe Žmavc (*1951), pisateljica, pesnica, režiserka in prevajalka